# Urzędy centralne niesenatorskie
Urzędy centralne niesenatorskie - to urzędy centralne I Rzeczypospolitej, których piastowanie nie upoważniało jednak do zasiadania w senacie.
- sekretarz wielki koronny, sekretarz wielki litewski
- referendarz koronny, referendarz litewski
- instygator koronny, instygator litewski
- pisarz wielki koronny, pisarz wielki litewski
- kustosz koronny, skarbny
- generał poczmistrz
- marszałek sejmu
- wielkorządca krakowsko-sandomierski
- żupnik